# E. T. A. Hoffmann
Ernst Theodor Wilhelm Hoffmann (24 tháng 1 năm 1776 - 25 tháng 6 năm 1822), được biết đến với bút danh E. T. A. Hoffmann, là một nhà văn, nhà luật học, nhà soạn nhạc, nhà phê bình âm nhạc và họa sĩ người Đức. Ông là chủ đề và là anh hùng trong tác phẩm opera hư cấu của Jacques Offenbach có tựa đề The Tales of Hoffmann, và là tác giả của tiểu phẩm Chàng cắn hồ đào và vua chuột, vở ba lê The Nutcracker được dựa trên chính tiểu phẩm này. Vở ba lê Coppélia cũng được dựa trên 2 tiểu phẩm khác của Hoffmann.

## Liên kết
- Các tác phẩm của E.T.A. Hoffmann tại Dự án Gutenberg
- Free scores by E. T. A. Hoffmann trong Choral Public Domain Library (ChoralWiki)
- Full text of "The devil's elixir", by Ernst T. A. Hoffmann.